# Affaire du compte japonais de Jacques Chirac
L'affaire du compte japonais de Jacques Chirac est une affaire politico-financière française qui a pris naissance au début des années 2000 et porte sur l'existence supposée d'un compte occulte de Jacques Chirac à la banque japonaise Tokyo Sowa Bank (TSB). Une vérification des autorités bancaires, effectuée à la demande de l'ancien président français, à l'automne 2007, a cependant montré l'absence de compte au nom de Jacques Chirac à la TSB.

## Début de l'affaire à la DGSE (2001)

### Un document interne de la DGSE
Le chef de poste de la DGSE à Tokyo envoie le 11 novembre 1996 à la centrale à Paris un message « urgent réservé » dans lequel est fait mention de l'hypothétique existence d'un compte bancaire que Jacques Chirac détiendrait à la Tokyo Sowa Bank depuis 1992 et crédité de 300 millions de francs (45 millions d'euros).
Ces renseignements proviennent d'une source qui a pour pseudonyme « Jambage » et ont été collectés car la banque Tokyo Sowa voulait faire des affaires en France et que la DGSE cherchait à en examiner la probité. « Jambage paraît sincèrement penser que cette banque n'est pas, du fait de sa présidence actuelle, fréquentable et il ne veut pas y toucher », dit encore le message. Pierre Siramy, un cadre de la DGSE, ajoute que la Tokyo Sowa Bank était déjà à l'époque « considérée comme douteuse, voire mafieuse ».
Le message sera divulgué au grand public par Laurent Valdiguié et Karl Laske dans leur livre Machinations (2006).

### De possibles investigations de Gilbert Flam
En 2001, quelques mois avant l’élection présidentielle française, Gilbert Flam, magistrat détaché à la DGSE et chef du bureau des affaires protégées, aurait poursuivi les investigations au Japon avec les moyens de la DGSE afin de vérifier l'existence de comptes bancaires appartenant à Jacques Chirac à la Tōkyō Sowa Ginkō et d'éclairer les liens pouvant exister entre Jacques Chirac et Shōichi Osada, le sulfureux patron de la TSB.
Rapportée à l'entourage de Jacques Chirac par une fuite interne, un employé de la DGSE nommé Bernard Coquard, très proche des milieux gaullistes et dont le sérieux a par la suite été mis en doute, cette possible enquête suscite la colère du président de la République qui y voit une tentative de Lionel Jospin de le discréditer à la veille de l'élection présidentielle. L'accusation est d'autant plus prise au sérieux à l'Élysée que Gilbert Flam est un ancien collaborateur du ministre socialiste Georges Sarre ainsi que l'époux d'une élue socialiste de la mairie de Paris. 
Gilbert Flam nie que la DGSE ait mené de telles investigations, assurant qu'elles n'ont porté que sur Shōichi Osada dans la mesure où ce dernier voulait investir en France. L'enquête interne indique toutefois que Gilbert Flam a bel et bien mené des recherches, et ce sans en référer à personne.
Après la réélection de Jacques Chirac en mai 2002, le directeur de la DGSE Jean-Claude Cousseran, le chef du service de renseignements de sécurité à la DGSE Alain Chouet et le magistrat Gilbert Flam sont écartés.

## Rebondissement de l'affaire à la suite de Clearstream (2006)
Le 19 avril 2006, Nicolas Beau affirme dans Le Canard enchaîné qu'un classeur au nom de Gilbert Flam sur « d'hypothétiques comptes bancaires de Chirac au Japon » a été saisi chez le général Philippe Rondot, un « vétéran » du renseignement français, dans le cadre de l'affaire Clearstream 2. Rondot a en effet mené à partir de septembre 2001, à la demande de Dominique de Villepin, une enquête interne au sein des services de renseignement pour déterminer s'ils avaient enquêté sur Jacques Chirac. Le classeur renfermait les résultats de cette enquête interne, qui concluaient plutôt par la négative, estimant que les investigations sur la Tokyo Sowa Bank se justifiaient.
Interrogé par les juges le 28 mars 2006, le général Rondot a confirmé dans un premier temps l'existence d'un compte Chirac et donné une précision. « À ma connaissance, ce compte avait été ouvert en 1992 », a-t-il dit sur procès-verbal. Plus tard, il est revenu sur ces propos dans la presse.
Selon Le Canard enchaîné du 23 mai 2007, des documents nouveaux saisis chez le général Rondot accréditeraient l'existence du compte bancaire en question. Il s'agit d'une chemise intitulée « affaire japonaise », de deux autres appelées « PR1 » et « PR2 » (pour « président de la République »), contenant des messages de la DGSE et de relevés bancaires japonais. Des notes évoquent l'ancien président de la Polynésie française Gaston Flosse, ami de Jacques Chirac. Le parquet de Paris aurait tenu une réunion lundi 21 mai 2007 pour examiner les conséquences possibles de ces éléments nouveaux,,.

## Contre-enquête journalistique
La présidence de la République a déclaré au mois de mai 2006 que Jacques Chirac n'avait jamais eu de compte à la Tokyo Sowa Bank. Elle a évoqué une « campagne de calomnies » remontant à 2001 « dont il a été établi qu'elles étaient sans aucun fondement »,. Le 14 novembre 2006, l'Elysée oppose à nouveau « un démenti catégorique ».
Les journalistes Karl Laske et Laurent Valdiguié ont consacré un chapitre au conte japonais dans un ouvrage consacré au Canard Enchaîné. Pour eux, il s'agit d'une « machine à fantasmes entretenue par le journal ». Ils citent notamment le journaliste du Canard, Nicolas Beau, qui aurait écrit le 24 mars 2008 sur son blog : « À la limite on s'en fout de savoir si Chirac a eu un compte. ».
Ce scepticisme est partagé par Pierre Péan qui écrit, dans son livre sur Jacques Chirac : « Autrement dit, il n'y a eu d'affaire nippone que dans la tête de Nicolas Beau et de certains de ses confrères qui préfèrent accumuler et distiller des on-dit non vérifiés afin de mieux porter la plume dans la plaie (...) Ils se lovent ainsi dans l'amer grief de Balzac selon qui « pour le journaliste, tout ce qui est probable est vrai ». »
Les journalistes du Monde Gérard Davet et Fabrice Lhomme ont enquêté sur « La vraie histoire du faux compte japonais » de Chirac. Ils expliquent comment a prospéré, au cours des dix dernières années, la rumeur sur l'existence de ce compte en banque, censément détenu par l'ancien président à la Tokyo Sowa Bank et crédité de 45 millions d'euros. Le résumé que fait Le Monde de cette affaire est brutal : « Une poignée de journalistes nippons disent avoir lu un jour un article sur le compte Chirac dans un journal à sensation, parlent de cette rumeur à un informateur de la DGSE, qui en fait état des années plus tard à son officier traitant, qui rapporte enfin la pseudo-information à Paris. Pas de recoupement, aucune vérification… »

## Procédures judiciaires

### Enquête au sujet des fuites
Une procédure contre X a été ouverte en 2006 sur instruction du ministre de la Justice, Pascal Clément, visant des articles de presse parus entre le 14 avril et le 12 mai 2007. Le juge Thomas Cassuto cherche à savoir qui a envoyé par télécopie au Canard enchaîné en mai 2006 un procès-verbal d'interrogatoire du général Philippe Rondot effectué dans l'enquête sur les faux listings de la société Clearstream (affaire Clearstream 2). Philippe Rondot y évoquait l'existence d'un compte bancaire de Jacques Chirac au Japon, crédité de sommes colossales.
Le 11 mai 2007, le juge Thomas Cassuto s'est présenté avec des policiers au siège du Canard Enchaîné mais les rédacteurs présents ont dit ne pas pouvoir ouvrir la porte de la rédaction, qui était fermée à clé, en l'absence du directeur ou des administrateurs. Il a dû renoncer devant l'opposition des journalistes qui ont refusé de lui donner les clefs de la rédaction.

### Enquête connexe au sujet de la mort du journaliste Jean-Pascal Couraud
Le journaliste tahitien et opposant à Gaston Flosse,  Jean-Pascal Couraud, surnommé JPK, a disparu à Tahiti le 15 décembre 1997. Selon certains témoignages, il enquêtait sur des transferts de fonds suspects entre Robert Wan, homme d'affaires tahitien proche de Gaston Flosse, et Jacques Chirac,. Le tribunal de Papeete a conclu au suicide et prononcé un non-lieu en octobre 2002.
En 2004, l'enquête est cependant rouverte à la suite d'un témoignage de Vetea Guilloux, un ancien membre du groupement d'intervention de la Polynésie (GIP), l'ancien service d'ordre personnel de Gaston Flosse, affirmant que Jean-Pascal Couraud a été assassiné par des membres du GIP. Il finit par se rétracter. En décembre de la même année, la famille du journaliste a déposé plainte contre X avec constitution de partie civile pour assassinat et complicité.
En juin 2007, pendant l'instruction, Me Jean-Dominique des Arcis, l'avocat de Jean-Pascal Couraud, a fait part d'une « note circulant à Papeete en 1998-1999, faisant état de transferts de fonds par Robert Wan à Jacques Chirac ».
Le 4 juin 2008, le juge d'instruction Jean-François Redonnet, du tribunal de grande instance de Papeete, a procédé à une perquisition dans les locaux de la Direction générale de la Sécurité extérieure (DGSE) à Paris pour collecter des éléments sur l'existence du compte japonais de Jacques Chirac. Il s'est fait remettre à la DGSE dix-sept documents classifiés et placés sous scellés, liés aux activités de la Tokyo Sowa Bank. Le 5 juin 2008, le juge Redonnet s'est rendu au cabinet de Jean Veil, avocat de Jacques Chirac pour placer sous scellés une enquête réalisée auprès de l'ex-Tokyo Sowa Bank et commandée par l'avocat. Cette enquête concluait à l'inexistence du compte japonais. Christian Charrière-Bournazel, bâtonnier de Paris, s'est opposé à la remise de ce document. En effet, un avocat ne peut être délié du secret professionnel, même par son client.
La Commission consultative du secret de la défense nationale (CCSDN), saisie par le ministère de la Défense pour se prononcer sur la déclassification de ces documents, a émis un avis favorable pour 16 des 17 documents le 2 octobre 2008,. Le 21 octobre 2008, Hervé Morin a levé le secret défense.
Un deuxième avis le 4 décembre 2008 est favorable à la déclassification de 11 documents, à celle partielle de deux documents, mais défavorable à la déclassification de 13 autres documents de la DGSE.
Le 18 juin 2009, la CCSDN se réunit après avoir été saisie par le ministère de la Défense le 4 juin à la suite d'une demande du juge du 24 février, et donne un troisième avis, défavorable à la déclassification de trois documents de la DGSE.
En été 2010, le juge Jean-François Redonnet demande aux autorités japonaises si le compte de Jacques Chirac a existé un jour ; le parquet régional de Tokyo répond par la négative. L'enquête se poursuit néanmoins indirectement à la suite de la réouverture en 2004 du dossier sur la disparition du journaliste Jean-Pascal Couraud le 15 décembre 1997.
En 2012, Vetea Guilloux réitère ses accusations selon lesquelles Jean-Pascal Couraud serait mort à l'issue d'un interrogatoire musclé en mer mené par des membres du GIP. Ses déclarations sont confortées par d'autres témoignages. Le 25 juin 2013, Tutu Manate et Tino Mara, deux anciens agents du GIP, sont mis en examen pour enlèvement, séquestration et meurtre. Le 15 juillet suivant, c'est au tour de l'ancien chef du GIP et proche de Gaston Flosse, Rere Puputauki, d'être mis en examen pour enlèvement, séquestration de personne et meurtre commis en bande organisée. Après de multiples rebondissements, un procès aura tout de même lieu en 2016.
Cependant le 27 juin 2019, Francis Stein, qui fut l'ami de Couraud et Miri Tatarata, qui fut sa compagne, sont entendus par le juge d'instruction puis par le juge des libertés. À la suite de quoi, ils ont été mis en examen pour meurtre et laissés libres sous contrôle judiciaire. Tatarata et Stein auraient entretenu une relation à l'insu de Couraud. La justice leur reproche des incohérences et des variations dans leurs témoignages concernant la nuit de sa disparition.